# 洛中子站
洛中子站是位于重庆市大渡口区的一个铁路车站，邮政编码400080。车站建于1982年，有成渝铁路、川黔铁路经过该站，现不办理客货运业务，车站及其上下行区间均已电气化。车站距离重庆站12公里，隶属成都铁路局，是五等站。